# Хайнрих III фон Фолмещайн
Хайнрих III фон Фолмещайн (на немски: Heinrich III von Volmestein; * ок. 1180; † сл. 1250/ок. 1258) е благородник, граф и маршал от род Фолмещайн в Северен Рейн-Вестфалия.
Той е син на граф Хайнрих II фон Фолмещайн († сл. 1217), министериал на архиепископ Енгелберт I фон Кьолн. Внук е на министър Хенрикус I де Фолмудистайне († сл. 1169).

## Фамилия
Хайнрих III фон Фолмещайн се жени за Кристина († 1232/1237) и има син:
- Хайнрих IV

Хайнрих III фон Фолмещайн се жени втори път за Агнес и трети път ок. 1237 г. за София фон Алтена-Изенберг (* ок. 1222; † сл. 1292), дъщеря на граф Фридрих фон Изенберг-Алтена-Изенберг († 1226) и София фон Лимбург († 1226). Нейният баща Фридрих фон Изенберг е убиец на чичо си 2. град архиепископ Енгелберт I от Кьолн на 7 ноември 1225 г. и е екзекутиран.
Хайнрих III фон Фолмещайн има от втория или от третия си брак децата:
- Дитрих I фон Фолмещайн († 8 юли 1313/16 декември 1313), господар на Фолмерщайн и Бракел, женен I. за Елизабет фон Бракел, II. пр. 1286 г. за Кунигунда фон Дортмунд-Линденхорст; има деца
- Агнес фон Фолмещайн, омъжена за Албрехт фон Хьорде († сл. 1265)
- Гертруд фон Фолмещайн, омъжена за Весел фон Ландсберг († сл. 1309)
- Еберхард фон Фолмещайн († сл. 1305), каноник, капитулар в Кьолн, Оснабрюк и Мюнстер
- Валрам фон Фолмещайн († сл. 1258)
- Херман фон Фолмещайн († сл. 1258)
- Адолф фон Фолмещайн († сл. 1258)
- Енгелберт фон Фолмещайн († 1291), „тезаурариус“ в Соест
- Фридрих фон Фолмещайн († сл. 1258)
- Хайнрих V фон Фолмещайн († сл. 1283)
- Матилда фон Фолмещайн, омъжена за Вернер фон Бракел
- Вернер фон Фолмещайн